# Chelostoma bernardinum
Chelostoma bernardinum är en biart som beskrevs av Michener 1938. Chelostoma bernardinum ingår i släktet blomsovarbin, och familjen buksamlarbin. Inga underarter finns listade i Catalogue of Life.